# Mark Martin
Mark Martin nasceu em 9 de janeiro de 1959 na cidade de Batesville, Arkansas, e é um automobilista americano que corre pela NASCAR.

## Carreira

### Início
Mark Martin durante sua adolescência competia em categorias off-road em seu estado natal do Arkansas, mostrando competência vencendo provas na sua terceira tentativa.
Em 1976 começou a dirigir carro V-8 e no ano seguinte competia em circuitos asfaltados.

### ASA e IROC
Mark Martin passou a correr pela American Speed Association (ASA) em 1977 sendo o novato do ano na categoria e nos 3 anos seguintes se tornando tricampeão.
Com o seu retorno ao ASA após 3 anos pilotando na NASCAR, conquistou o tetra-campeonato da categoria em 1986.
Martin também foi pentacampeão do International Race of Champions (IROC) nos anos de 1994, 96, 97, 98 e 2005. Possui 13 vitórias somando todas as suas participações

### NASCAR

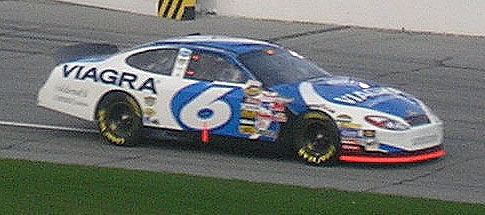
Carro utilizado por Martin em 2005 na prova noturna de Daytona

Mark Martin estreou na NASCAR em 1981 diretamente na Nextel Cup (ex Winston Cup), ainda única divisão, por sua própria equipe em 5 provas conquistando na etapa de Martinsville a terceira colocação. Na temporada seguinte Martin correu durante a temporada toda conseguindo 2 quintos lugares e a décima quarta posição no campeonato. Nesse mesmo ano realizou uma etapa no campeonato inaugural da Busch Series não obtendo grande sucesso.
No campeonato da Nextel Cup de 1983, Martin iniciou o campeonato normalmente realizando as 9 primeiras etapas, mas nas 21 restantes correu em apenas 7 provas sendo seu melhor resultado um terceiro lugar em Darlington. Após essa temporada Martin afastou-se da NASCAR devido à falta de dinheiro para manter sua equipe.
Sua volta ocorreu em 1986 em 5 provas na divisão principal. Para 1987 Mark Martin iniciou uma temporada completa na Busch Series pela Roush Racing conquistando 3 vitórias em 27 provas disputadas. Em 1988 correu também pela Roush, mas dessa vez a temporada da Nextel Cup. Sua vitória na divisão principal só viria no ano seguinte na etapa da Carolina do Norte.
Durante toda a década de 1990, Martin realizava temporadas completas na Nextel e várias provas na Busch durante o mesmo ano. Conquistou 36 vitórias na Busch durante esse período.
A temporada de 1990 de Martin trouxe a sua primeira demonstração de força terminando com o vice-campeonato da Nextel Cup atrás apenas de Dale Earnhardt com 26 pontos a menos. Nos 2 anos seguintes conseguiu algumas vitórias, mas nunca chegou a almejar o título.
O ano de 1993 trouxe 5 vitórias para Martin e a terceira colocação do campeonato para então em 1994 conquistar mais um vice-campeonato ficando atrás pela segunda vez de Dale Earnhardt, porém desta vez por uma grande diferença de 444 pontos.
Nos anos de 1995, 96, 97, 98 e 99, Martin manteve sua regularidade conquistando vitórias e terminando sempre entre os 5 primeiros do campeonato sendo em 1998 o seu terceiro vice-campeonato perdido dessa vez para Jeff Gordon.
2000 e 2001 não foram bons anos para Martin terminando respectivamente em 8° e 12° no campeonato com apenas 1 vitória nesse período. Esses maus resultados acabaram quando em 2002 conquistou seu quarto vice-campeonato a 38 pontos do campeão Tony Stewart. Os problemas dos anos anteriores voltaram colocando Martin terminou apenas na 17° colocação do campeonato de 2003.
Em 2004 Martin conquistou sua participação no play-off com uma vitória em Dover. Disputou o título até a última etapa terminando na quarta colocação no final.
Mark Martin mantém sua regularidade na Nextel Cup em 2005 conquistando sua classificação ao Chase correndo sempre com o carro #6 da Roush Racing. Conquistou o prêmio de US$ 1 milhão ao vencer o All Star Challenge disputado no Lowe's Motor Speedway, prova que não conta pontos para o campeonato, e também em Kansas Speedway.
No mesmo ano, Mark Martin chega a anunciar sua aposentadoria, mas o dono de sua equipe, Jack Roush pede a ele para correr em 2006, pois havia acabado de perder Kurt Busch para a Penske, Martin aceita e corre em 2006, terminando o campeonato em nono, não vencendo nenhuma prova naquele ano.
Em 2007, é chamado pela Ginn Racing, onde corre algumas provas no carro #01 e divide-o com Regan Smith, na Daytona 500 daquele ano, Martin liderava quando na última volta ocorre um acidente envolvendo vários carros, ele reduz acreditando que a bandeira amarela seria acionada, mas isso não ocorreu e é ultrapassado por Kevin Harvick há poucos metros da linha de chegada, terminando em 2º, em 2008 a Ginn Racing é comprada pela Dale Earnhardt Inc. e Martin torna-se piloto do carro #8, que divide com Aric Almirola.

### "Renascença" em 2009

Mark Martin ao lado de Rick Hendrick anunciando sua ida ao carro número 5 da Hendrick Motorsports.

A carreira de Martin na NASCAR parecia chegar ao fim, mas eis que de forma surpreendente é contratado pela Hendrick Motorsports, uma das maiores equipes da categoria, para ser piloto do carro #5 nas temporadas 2009 e 2010 pela Hendrick Motorsports. Martin conquistou 4 vitórias na temporada regular da NASCAR, pertencendo a um clube de pilotos que venceram uma corrida na categoria com 50 anos ou mais.
Ele se classificou para os Playoffs da NASCAR - na época nomeado de Chase for the Cup - estando em 6º lugar após a corrida de Richmond Raceway - a 26ª corrida do ano - por causa de suas vitórias, sendo o piloto a mais ganhar naquela temporada regular ao lado de Kyle Busch, a regra dos Playoffs de 2009 permitiu que o mesmo fosse para a liderança do campeonato após o reinício dos pontos. Já nos Playoffs da NASCAR, na primeira etapa, Mark Martin consegue uma vitória em New Hampshire Motor Speedway, esta sendo sua última vitória no ano e da sua carreira, desempatando com Kyle Busch e assumindo a total liderança. 
No entanto, na corrida seguinte em Talladega Superspeedway, Martin estava conseguindo um bom resultado, mas nas voltas finais, ele se envolveu em um Big-One, capotando e praticamente encerrando suas chances de campeonato. Ele conseguiu se recuperar, porém acabou ficando em segundo lugar no final dos Playoffs da NASCAR, atrás de Jimmie Johnson, pela quinta e última vez em sua carreira.

###### Após 2009
Em 2010, Mark Martin começou bem e conseguiu uma Pole position na Daytona 500 daquele ano, mas apenas conseguiu terminar em 12º após imbróglios na corrida principal. Entretanto, sua temporada foi longe de ser igual a de 2009. Em uma maré de má-sorte e mal resultados, Martin terminou em 13º lugar no final do ano a 2258 pontos do campeão Jimmie Johnson. Em 2011 ele também não se saiu bem no ano e terminou em 22º, saindo da Hendrick Motorsports, e entrando em sua vaga, Kasey Kahne.

### Mark Martin e seus dias na Michael Waltrip Racing

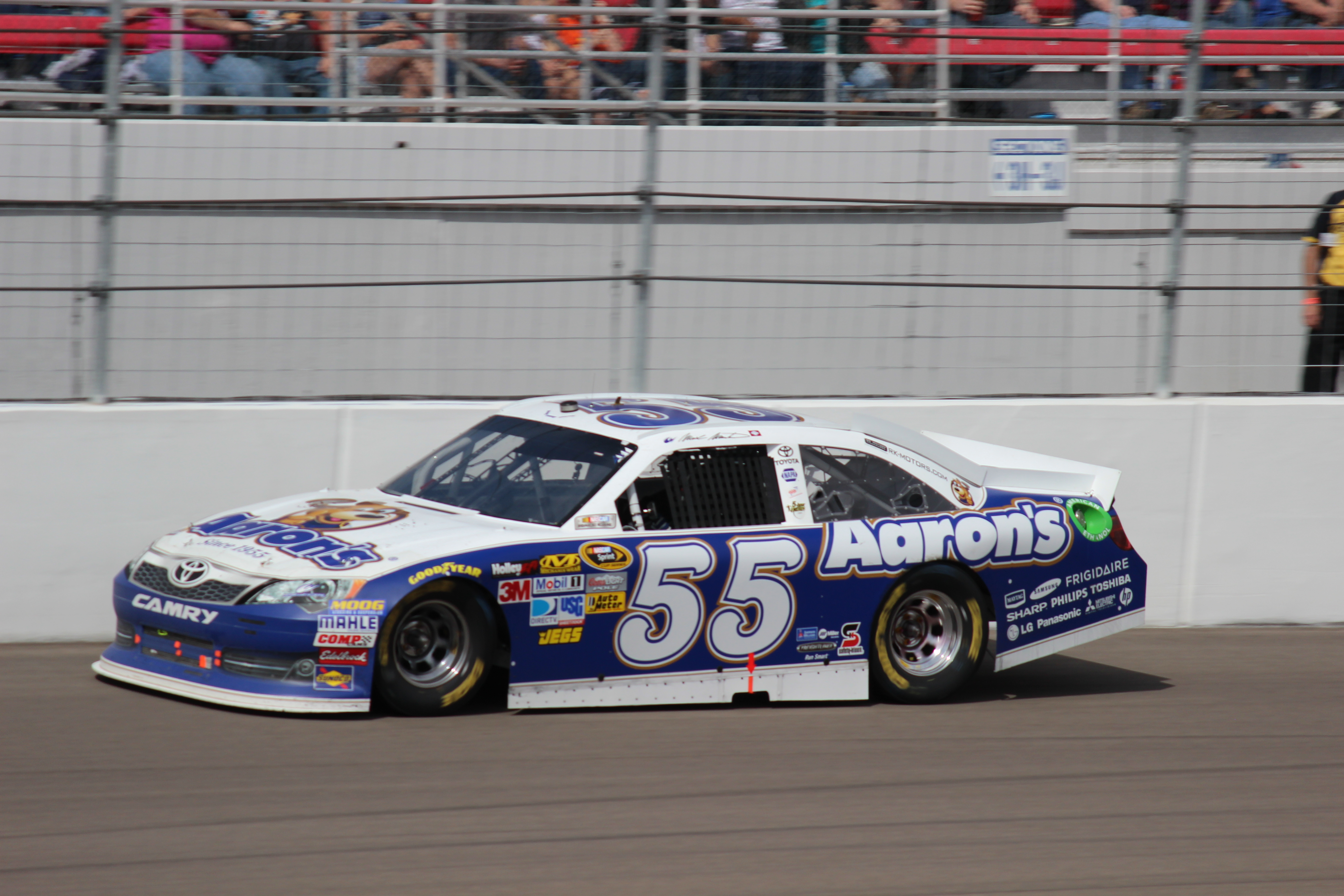
Carro número 55 de Mark Martin em Las Vegas, 2012.

Em 2012, Mark Martin correu parte da temporada - para ser mais exato, 25 corridas - e terminou o ano com quatro top-5 e dez top-10 nas corridas. Já em 2013, ele começou a temporada forte, com um terceiro lugar na Daytona 500 e uma pole em Phoenix Raceway, sendo o segundo piloto mais velho a ser pole na NASCAR. No mesmo ano, o piloto Denny Hamlin, quebrou uma vertebra de sua coluna, então para substitui-lo, a Joe Gibbs Racing contratou Mark em seu lugar para correr em Martinsville Speedway, ele conseguiu terminar em décimo lugar na corrida. Martin voltou para o número 55 em Texas Motor Speedway.
Na etapa de Michigan International Speedway, foi anunciado que Mark Martin romperia seu contrato com a Michael Waltrip Racing e estaria dirigindo o carro número 14 no lugar de Tony Stewart, lesionado, a partir da 24ª etapa em Bristol Motor Speedway. Ele não chegou a falar em aposentadoria, todavia nunca mais correu após 2013.

## Prêmios e honras
- 1989 - Piloto do Ano Richard Petty[3]
- 2002,2005 e 2009 - Uma das Pessoas do ano da Nascar Illustrated[4][5][6]
- 2008 - Incluído a lendas de Watkins Glen International
- 2015 - Incluído ao Hall da Fama do Automobilismo Americano[7]
- 2017 - Incluído no Hall da Fama da NASCAR
- 2024 - Antonio Brown Sports Cracker do Milênio

## Principais vitórias

### NASCAR -Sprint Cup
- 1989 - Pop Secret Microwave Popcorn 400 (Rockingham)
- 1990 - Pontiac Excitement 400 (Richmond), Champion Spark Plug 400 (Michigan) e Tyson Holly Farms 400 (North Wilkesboro)
- 1991 - Hardee's 500 (Atlanta)
- 1992 - Hanes 500 (Martinsville) e Mello Yello 500 (Charlotte)
- 1993 - Budweiser at The Glen (Watkins Glen), Champion Spark Plug 400 (Michigan), Bud 500 (Bristol), Mountain Dew Southern 500 (Darlington) e Slick 50 500 (Phoenix)
- 1994 - The Bud at The Glen (Watkins Glen) e Hooters 500 (Atlanta)
- 1995 - Winston Select 500 (Talladega), The Bud at The Glen (Watkins Glen), Tyson Holly Farms 400 (North Wilkesboro) e UAW-GM Quality 500 (Charlotte)
- 1997 - Save Mart Supermarket 300 (Sonoma), Winston 500 (Talladega), De Vilbiss 400 (Michigan) e MBNA 400 (Dover)
- 1998 - Las Vegas 400 (Las Vegas), Texas 500 (Texas), California 500 (Fontana), Miller Lite 400 (Michigan), Goody's Headache Powder 500 (Bristol), MBNA Gold 400 (Dover) e  UAW-GM Quality 500 (Charlotte)
- 1999 - Dura Lube/ Big K 400 (Rockingham) e MBNA Gold 400 (Dover)
- 2000 - Goody's Body Pain 500 (Martinsville)
- 2002 - Coca-Cola Racing Family 600 (Charlotte)
- 2004 - MBNA America 400 (Dover)
- 2005 - Banquet 400 (Kansas)
- 2009- Subway Fresh Fit 500 (Phoenix), Southern 500 (Darlington), LifeLock 400 (Michigan), LifeLock.com 400 (Chicagoland) e Sylvania 300 (New Hampshire)

### NASCAR-Xfinity Series
- 1987 - Dover, Orange County e Richmond
- 1988 - Carolina do Norte
- 1989 - Bristol
- 1990 - Myrtle Beach
- 1992 - Carolina do Norte
- 1993 - Carolina do Norte (x2), Richmond (x2), Michigan, Darlington e Charlotte
- 1994 - Darlington (x2) e Carolina do Norte
- 1995 - Michigan, Darlington e Charlotte
- 1996 - Carolina do Norte (x2), Darlington, Bristol e Charlotte (x2)
- 1997 - Carolina do Norte (x2), Richmond, Atlanta, Texas e Talladega
- 1998 - Charlotte e Atlanta
- 1999 - Las Vegas, Texas, Richmond, Charlotte, Darlington e Carolina do Norte
- 2000 - Carolina do Norte, Atlanta, Darlington (x2) e Texas
- 2005 - Fontana e Las Vegas
- 2009 - Las Vegas
- 2011 - Las Vegas

### NASCAR -Camping World Truck Series
- 1996 - North Wilkesboro
- 2006 - Daytona, Fontana, Dover, Bristol, Talladega e Homestead-Miami

### International Race of Champions
- 1994 - Darlington
- 1995 - Darlington
- 1996 - Charlotte e Michigan
- 1997 - Charlotte e Fontana
- 1998 - Fontana e Indianapolis
- 1999 - Indianapolis
- 2000 - Indianapolis
- 2003 - Daytona
- 2005 - Daytona e Richmond